# Skara
Skara è un luogo della Svezia, capoluogo del comune omonimo, nella contea di Västra Götaland. Ha una popolazione di 18 595 abitanti. È sede episcopale e , nonostante la sua dimensione, ha una lunga storia come centro ecclesiastico e di cultura. Vi si trova una delle più antiche scuole superiori del paese, la Katedralskolan.

## Geografia fisica
Skara si trova sulla strada E20 circa 150 chilometri a nord di Göteborg, centro del Västergötland.

## Storia
Secondo la tradizione locale, venne fondata nel 988, data che ne farebbe una delle più antiche località della Svezia. In questo periodo era, assieme a Lödöse, una delle uniche due città sul territorio che poi si sarebbe chiamato Västergötland. A Skara aveva sede l'assemblea regionale.
Con la cristianizzazione del paese, Skara divenne nel 1050 la sede del vescovo e rimase un centro religioso importante nei secoli successivi.
Durante il medioevo si svolsero in città importanti assemblee. Ad esempio un importante incontro di notabili svedesi nel 1326 e un incontro tra svedesi, danesi e norvegesi nel 1458, riguardo all'Unione di Kalmar.
Nel periodo medioevale in città vennero fondati importanti monasteri. Il primo fu quello dei domenicani dedicato a Sant Olaf, attivo dal 1234. Nel 1259 si attestò per la prima volta la presenza di un convento francescano, dedicato a Santa Caterina.
La Cattedrale di Skara fu iniziata intorno al 1050. L'edificio attuale fu infatti inaugurato nel 1150, ma ritrovamenti archeologici negli ultimi 50 anni hanno provato che sarebbe di un secolo più antica. L'aspetto odierno deriva dalle sistemazioni negli anni '80 dell'Ottocento ad opera di Helgo Zettervall.
La fine del XX secolo comportò la perdita dell’ormai anacronistico ruolo di capoluogo, confluendo nella nuova contea guidata da Göteborg.